# Тааві Рийвас
Тааві Рийвас (ест. Taavi Rõivas; нар. 26 вересня 1979, Таллінн) — естонський політик, 11-тий Прем'єр-міністр Естонії (2014–2016). Представник Партії реформ Естонії (ест. Reformierakond).

## Життєпис
Народився 26 вересня 1979 у Таллінні. Там же навчався у школі. Університет закінчував у Тарту. З юних років був членом Партії реформ.

## Кар'єра
У 2004–2005 обіймав пост старійшини таллінського району Гааберсті, перед цим був радником і керівником бюро міністра народонаселення.
У 2011–2012 був головою парламентської комісії у справах ЄС. Також працював головою фінансової комісії Рійгікогу і радником прем'єр-міністра Андруса Ансипа з питань соціальної та сімейної політики.
З грудня 2012 обіймав пост міністра соціальних справ.
На початку березня 2014 прем'єр-міністр країни Андрус Ансип заявив, що він вирішив залишитися лише керівником партії і залишити пост глави уряду. За його рекомендацією президент країни Тоомас Гендрік Ільвес 15 березня назвав кандидатом у прем'єр-міністри країни Тааві Рийваса. Присягу новий уряд склав 26 березня.

## Особисте
Живе цивільним шлюбом з поп-співачкою Луїзою Вярк, з якою виховує доньку.
Крім естонської мови володіє англійською, російською, українською та фінською.

## Факти
- Є одним з наймолодших керівників глав держав та урядів у світі.
- Став наймолодшим прем'єр-міністром Естонії за весь час незалежності.